# NGC 40
NGC 40 (ook wel GC 20, PK 120+9.1, h 8 of H 4.58) is een planetaire nevel in het sterrenbeeld Cepheus. De planetaire nevel ligt op ongeveer 3500 lichtjaar afstand van de Aarde. De leeftijd van NGC 40 wordt geschat op 4500 jaar. Deze planetaire nevel ontving de bijnaam Bow-Tie Nebula.
NGC 40 werd op 25 november 1788 ontdekt door de Duits-Britse astronoom William Herschel.